# Guthnick (cráter)
Guthnick es un cráter de impacto que se encuentra en la cara oculta de la Luna, aunque es visible desde la Tierra durante las libraciones, aunque sólo puede ser visto bajo un ángulo muy tendido y con condiciones de luz favorables. Guthnick está situado en la parte sur de la enorme falda de material expulsado que rodea la cuenca de impacto del Mare Orientale. A menos de un diámetro del cráter hacia el noroeste se halla el un poco más grande cráter Rydberg. Al sursudoeste se encuentra el pequeño cráter Andersson.
El borde exterior de este cráter carece de bordes afilados y de erosión significativa. Presenta una pequeña curva hacia el exterior en su lado noreste, pero por lo demás el borde es casi circular. El material suelto en la superficie interna se ha desplomado cerca del suelo del cráter, formando un borde inclinado sin terrazas alrededor de la mayor parte del perímetro. La pequeña plataforma interior está situada en el centro del talud de este anillo, sin otros elementos destacables.
Este cráter se encuentra cerca del centro de la Cuenca Mendel-Rydberg, una amplia depresión de 630 km formada por un impacto durante el Período Nectárico.
|  |  |